# Teresa Solana
Teresa Solana (Barcellona, 15 maggio 1962) è una scrittrice e traduttrice spagnola, di lingua catalana.

## Biografia
Laureata in lettere, dirige la Casa del Traductor di Tarragona. Ha avuto successo come scrittrice di gialli sociali.
La sua opera prima, uscita nel 2005 in Spagna, si intitola Delitto imperfetto. I protagonisti sono due fratelli, Eduard e Borja, che si ritrovano dopo anni per varie vicissitudini e aprono un'agenzia di investigazioni private mettendosi al servizio dei ricchi e potenti di Barcellona, grazie alla conoscenza della stravagante e anziana milionaria Mariona.
Nel 2007 esce in Spagna il suo secondo romanzo, Scorciatoia per il paradiso. In questo episodio Eduard e Borja devono scoprire chi ha ucciso, durante la premiazione di un concorso letterario, la nota scrittrice di romanzi sentimentali Marina Dolc.
I due romanzi sono molto diversi tra loro: il primo segue la voce narrante di Eduard; il secondo ha una narrazione impersonale che si sofferma a descrivere fatti, luoghi, persone e sentimenti. In comune le due opere hanno lo sfondo, di una Barcelona sospesa tra ricchi e poveri, passato e futuro, grandi opere e vecchi quartieri.